# Rattus burrus
Rattus burrus är en däggdjursart som först beskrevs av Miller 1902.  Rattus burrus ingår i släktet råttor, och familjen råttdjur. IUCN kategoriserar arten globalt som starkt hotad. Inga underarter finns listade i Catalogue of Life.
Denna råtta förekommer på några öar som tillhör Nikobarerna. Den vistas där i tropiska skogar.
Arten blir 17,4 till 21,5 cm lång (huvud och bål) och har en 18,3 till 21,5 cm lång svans. Bakfötterna är 3,6 till 4,3 cm långa och öronen är cirka 2,4 cm stora. Viktuppgifter saknas. Håren som bildar den mjuka pälsen på ovansidan är gråa nära roten och rödbruna till bruna vid spetsen vad som ger ett spräckligt utseende. En tydlig gräns mot den krämfärgade till ljusbruna pälsen på undersidan saknas. Det finns inga har på de mörkbruna öronen och även svansen är mörkbrun. Hos honor förekommer 10 spenar.
Individerna är aktiva på natten och de går främst på marken.